# Consiglio nazionale del Camerun del Sud

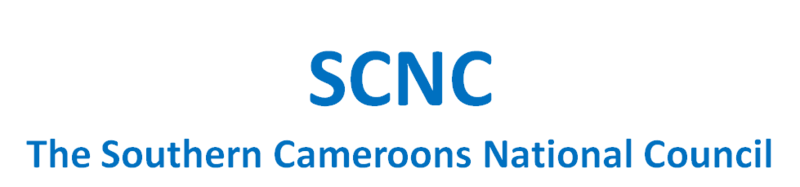
Ilo logo del gruppo SCNC

Il Consiglio nazionale del Camerun del Sud (in lingua inglese: Southern Cameroons National Council, SCNC) è un'organizzazione politica per l'indipendenza della comunità anglofona in Camerun del Sud, dalla Repubblica prevalentemente francofona del Camerun.
È un'organizzazione non violenta con il motto "La forza dell'argomento, non l'argomento della forza". Poiché l'SCNC sostiene la secessione dal Camerun, è stata dichiarata un'organizzazione illegale dal governo camerunense. Le forze di sicurezza reprimono regolarmente le assemblee dell'SCNC, arrestando i membri e in genere trattenendoli per diversi giorni prima del rilascio.

## Storia
Dopo aver ottenuto l'indipendenza negli anni '60, il Camerun assunse il controllo territoriale sull'area del Camerun britannico e adottò una struttura federale che concedeva una certa autonomia all'ex area britannica. Nel 1972 il presidente Ahmdou Ahidjo, attraverso un referendum fraudolento, pose fine al sistema federale, a favore di uno stato unitario. Quando Paul Biya salì al potere nel 1982, continuò a centralizzare il potere e creò uno stato a partito unico. Nel 1993 si formò la All Anglophone Conference che spingeva per un ritorno all'autonomia fornita al Camerun meridionale nell'ambito del sistema federale. Nel 1994, la dichiarazione di Bamenda dei grandi membri dell'AAC decise di lavorare per la secessione piuttosto che per l'autonomia. Ciò ha portato l'anno successivo alla creazione della Southern Cameroon People's Conference (SCPC) formata come organizzazione ombrello che riunisce studenti, organizzazioni commerciali ed organizzazioni politiche impegnate per l'indipendenza, piuttosto che per un ritorno all'autonomia. Il Consiglio nazionale del Camerun meridionale era l'organo eletto incaricato di organizzare gli sforzi dell'SCPC con il presidente iniziale Sam Ekontang Elad.
Nel 1995, l'SCNC è salito alla ribalta politica con una serie di sforzi per spingere per la secessione degli anglofoni del Camerun meridionale dal paese del Camerun. Il governo del Camerun stava completando la sua domanda di adesione al Commonwealth delle Nazioni e l'SCNC ha organizzato una serie di attività pubblicitarie per opporsi a questa inclusione. Nell'agosto 1995, l'SCNC ha presentato una petizione alle Nazioni Unite per intervenire e mediare tra loro e il governo del Camerun avvertendo che un mancato intervento avrebbe creato "un'altra Somalia". Nell'ottobre 1995, l'SCNC ha pubblicizzato un piano di lavoro per un'eventuale dichiarazione di indipendenza. Queste attività politiche hanno provocato interruzioni significative da parte della polizia e delle forze di sicurezza.
Nel 1996, il presidente Elad si dimise e fu sostituito da Henry Fossung. Le attività sono state regolarmente interrotte dalla polizia e i piani per l'indipendenza sono stati costantemente sventati. Il marzo 1997 ha prodotto l'arresto di 200 membri per un presunto attacco alle forze di sicurezza a Bamenda. Nei processi per i 200, Amnesty International e l'SCNC hanno trovato prove sostanziali di ammissioni attraverso la tortura e la forza. Il raid e il processo hanno portato alla chiusura delle attività dell'SCNC e Fossung ha assunto un basso profilo. In risposta a ciò, nell'aprile 1998 una piccola fazione elesse Esoka Ndoki Mukete, un membro di alto rango del Fronte socialdemocratico, come nuovo presidente dell'SCNC. Alla decisione si opposero Fossung e il potente SCNC-Nord America e il risultato fu la paralisi dell'organizzazione.
Il consiglio direttivo è rimasto per gran parte del 1998 e all'inizio del 1999 fino all'ottobre 1999, quando il governo ha ritenuto colpevoli alcuni membri nel processo del 1997. Sebbene la fazione guidata da Fossung si sia opposta a una dichiarazione unilaterale d'indipendenza, la fazione guidata da Mukete è diventata più assertiva. Mentre Mukete era ufficialmente in viaggio all'estero, un piccolo gruppo ha rilevato Radio Buea e ha proclamato l'istituzione del Camerun del Sud come forza politica indipendente e legale. Il ruolo di Mukete nell'SCNC è stato ridotto, inclusa la leadership, sono stati arrestati.
Nel 2000, l'SCNC ha risolto la controversia sulla leadership eleggendo Frederick Ebong Alobwede il nuovo presidente e considerato il primo presidente del Camerun meridionale.
La repressione del gruppo è aumentata in modo significativo nel 2001, quando l'organizzazione è stata dichiarata illegale e gli scontri con la polizia durante una manifestazione hanno provocato più morti. Di conseguenza, numerosi uffici e filiali internazionali dell'SCNC hanno aperto e si sono impegnati in attività politiche. Nel 2001, un gruppo di membri dell'SCNC in esilio ha fondato una cosiddetta "Ambasciata del Camerun meridionale" nella città tedesca di Francoforte. Il gruppo ha boicottato le elezioni municipali del 2002 in Camerun e le elezioni presidenziali del 2004. Il governo ha continuato con la detenzione "arbitraria e illegale" dei membri, spesso con arresti di massa in raduni pacifici.
Nel 2006, una fazione dichiarò formalmente la Repubblica Federale dell'Ambazonia e un'ala militare nota come SCAPO (Southern Camerun Peoples Organization) iniziò l'attività. Nel 2007, questo gruppo ha rivendicato la responsabilità di un attacco all'esercito camerunese a Bakassi.
Il riconoscimento internazionale è rimasto limitato sebbene il gruppo sia entrato a far parte dell'Organizzazione delle nazioni e dei popoli non rappresentati nel 2006. Nel 2009, l'Unione Africana (UA), con il sostegno di Muammar Gheddafi, ha iniziato a considerare gli sforzi per quanto riguarda la richiesta di indipendenza dell'SCNC. Tuttavia, alla fine del 2009, la Commissione africana per i diritti umani e dei popoli ha respinto la petizione dell'SCNC e ha rallentato gli sforzi del gruppo nell'Unione Africana.
Il rapporto di Amnesty International sul Camerun del 2012 ha rilevato che le forze di sicurezza continuano a interrompere le attività dell'SCNC. Nel febbraio 2011, il capo Ayamba Ette Otun è stato arrestato mentre viaggiava attraverso il paese. Poco dopo è stato rilasciato senza accusa. Nell'ottobre 2011, una riunione a Buea è stata interrotta e 50 membri sono stati arrestati e rilasciati senza accusa giorni dopo.
Nel giugno 2014, Ayamba Ette Otun, presidente di lunga data dell'SCNC, è morta all'età di 91 anni; l'attuale presidente è il dottor Peter Forchu Chesami.
Il 31 marzo 2019, l'SCNC e diversi movimenti ambazoniani hanno deciso di creare il Southern Cameroons Liberation Council (SCLC), un fronte unito composto sia da separatisti che da federalisti.